# Calonectria gracilis
Calonectria gracilis är en svampart som beskrevs av Crous, M.J. Wingf. & Alfenas 1993. Calonectria gracilis ingår i släktet Calonectria och familjen Nectriaceae.   Inga underarter finns listade i Catalogue of Life.